# エミフルMASAKI
エミフルMASAKI（エミフルまさき、英称：EMIFULL MASAKI）は、愛媛県伊予郡松前町にあるフジ系列のショッピングセンターである。

## 概要
松前町がショッピングセンターの誘致を計画し、県内に本社を置く地場系チェーンであるフジと、全国チェーンのイオングループとの競合となったが、結果フジに決定し2007年5月に着工、2008年4月26日に開業した。「エミフル」という名前は一般公募され決定された。由来は「笑み」と「Full」を掛け合わせた造語である。
エミフルは三日月状のコンコースの周りに専門店が並んでいる構造で、インテリアなどにも趣向を凝らしている。さらに店内に無料の大型ロッカーを設置したりと利用者の利便が図られている。初日の来店者数は10万人を記録。開業後初めての大型連休であるゴールデンウイークには、予想されていた80万人を上回る100万人が来客した。
2000年に事業化され、計画が発表された。当初は2004年4月の開業を予定していたが、周辺住民の反対運動や用地の取得が遅れたことから延期となり、当初より4年遅い2008年4月26日となった。
当初は映画館だけではなく、天然温泉の入浴施設も計画されていたが、具体化されていない。
また、ニューレオマワールド行の送迎バス利用者専用パーク&ライドサービスを実施している。

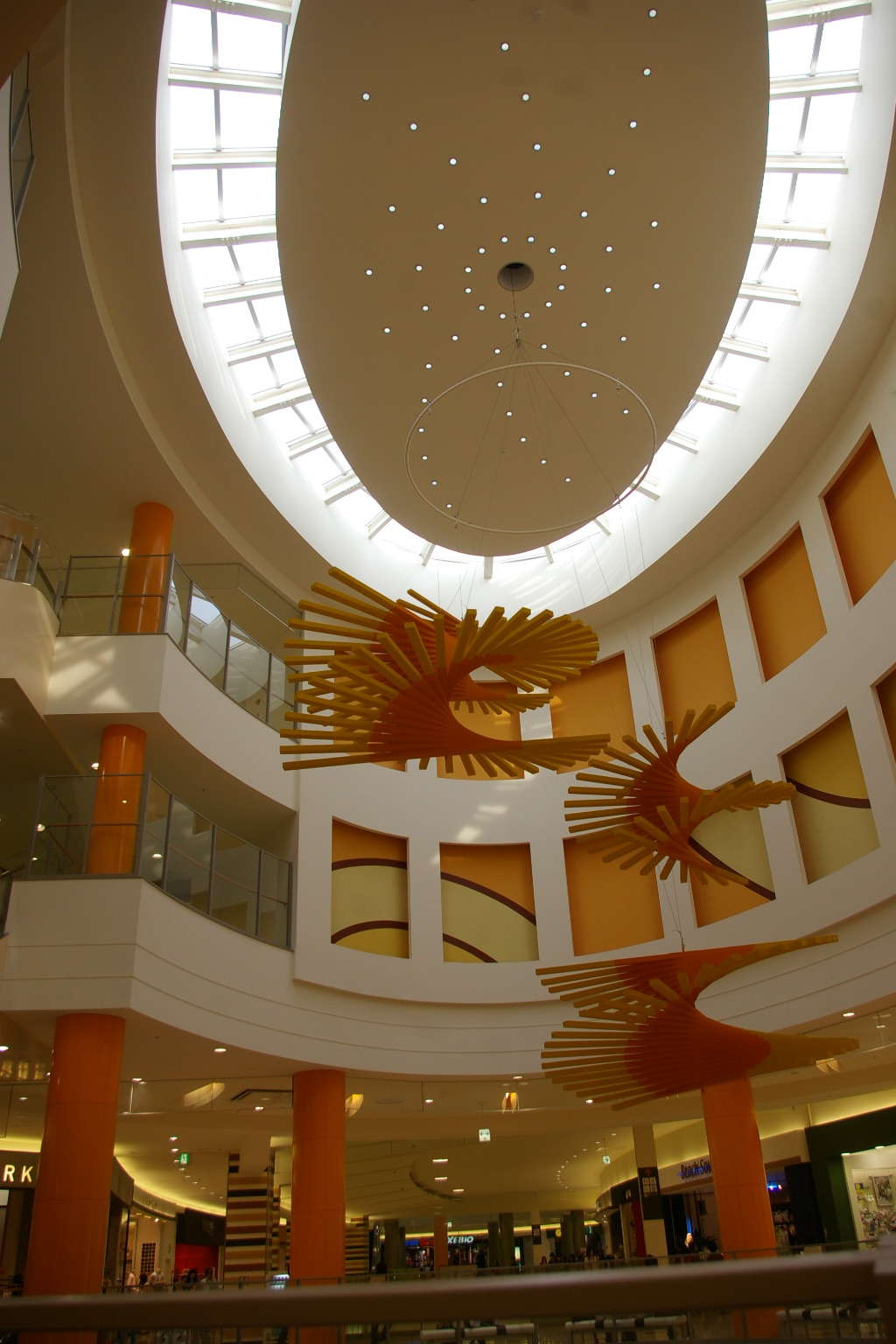
オレンジコート

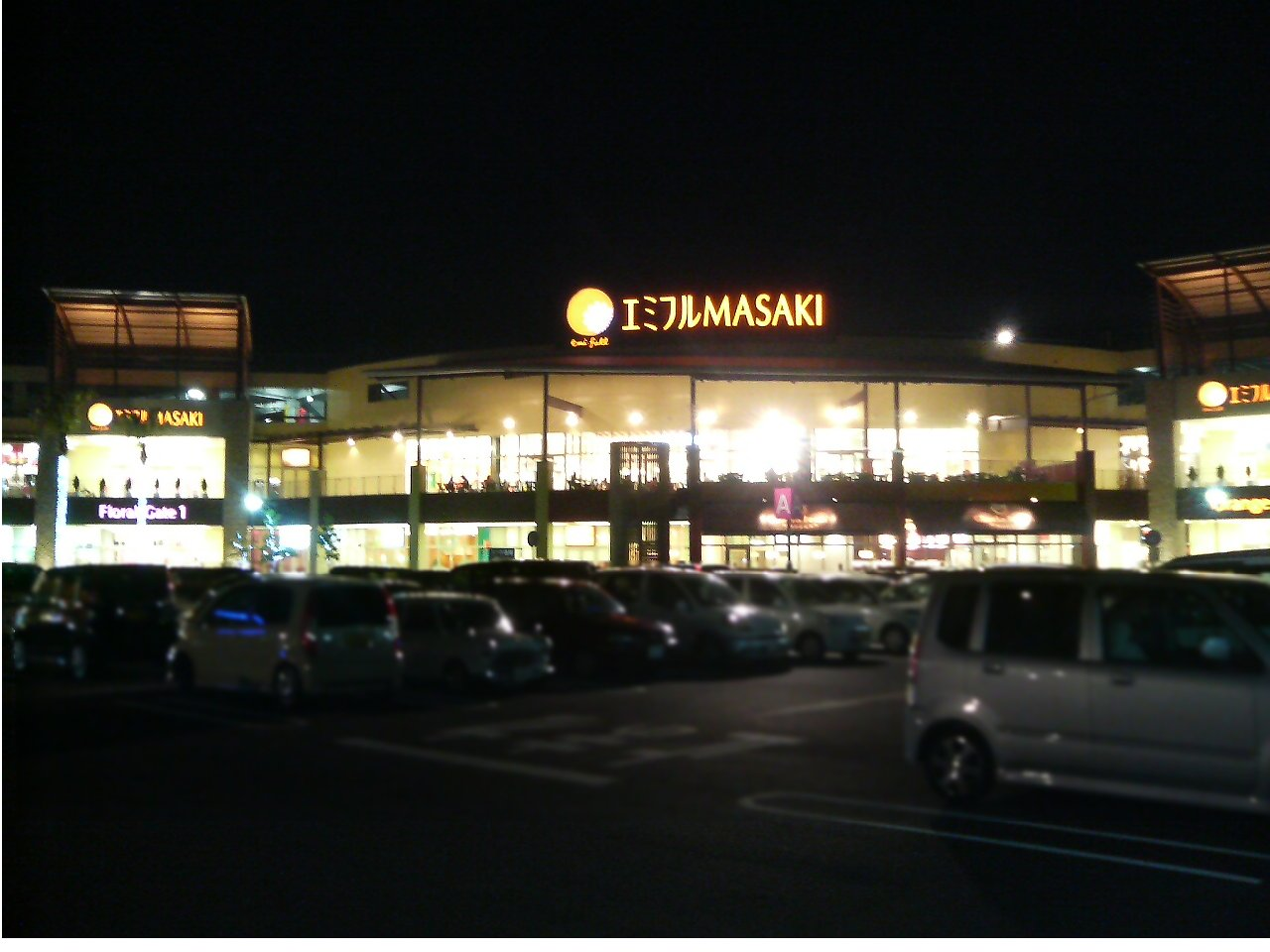
エミフルの夜景

## 店舗概要
- 店舗開店 2008年4月26日
- 敷地面積 約200,000m²（東京ドーム5個分）
- 延床面積 約140,000m²
- 店舗面積 68,360m²（本館棟/鉄骨造3階建）が中核となり周辺に別棟専門店。
- 駐車場台数 5,000台
- テナント数 204店舗
- 雇用人数 2,200人
- 年間売上 最大300億円（当初見込）346億円（2020年2月期）[1]。
- 年間来客数 約1,400万人[2]。

## 専門店
テナントにはフジグラン松山、フジグラン重信や閉店したラフォーレ原宿・松山から移転してきた店舗があるほかに四国初出店のテナントも多数存在する。また、当初の予定より遅れたものの映画館も併設された。掲載は順不同であり代表的な店舗のみ掲載。全店舗のリストは公式ホームページを参照。
- 食料品
  - フジグラン松前 エミフル食品館
  - アペ・ラッヘン
  - 久世福商店
  - カルディコーヒーファーム
  - 世界のお茶専門店 ルピシア
- 映画館
  - シネマサンシャイン エミフルMASAKI（9スクリーン）：2010年2月27日OPEN
- ファッション
  - フジグラン松前 エミフルcasual館
  - コムサイズム
  - ユニクロ
  - ライトオン
  - レプシィム ローリーズファーム
  - サンカンシオン
  - オルベネ
  - ABCマート
  - ギャップ
- ファーストフード
  - サブウェイ
  - マクドナルド
  - モスバーガー
  - ミスタードーナツ
  - ケンタッキーフライドチキン
  - サーティワンアイスクリーム
- グルメ
  - ザ・どん
  - ペッパーランチ
  - 元祖にんにくや
  - 一汁五穀
  - 万豚記
  - じゃんぼ總本店
  - 太陽のごちそう
- カフェ
  - スターバックスコーヒー
  - タリーズコーヒー
- スポーツショップ
  - スーパースポーツゼビオ
  - ムラサキスポーツ
- コスメショップ
  - オルビス
  - ザ・ボディショップ
- インテリアショップ
  - 無印良品
  - ロフト
  - ヴィレッジヴァンガード
- 駄菓子・玩具
  - だがし 夢や
- ブック・CD
  - TSUTAYA（かつては別のフロアにビデオ.CD.DVDのレンタルフロアが存在したが、2014年3月閉店。跡地はひごペットフレンドリーが入居し、2014年4月開店）
- 教室
  - JEUGIAカルチャーセンター
  - 島村楽器
  - ABCクッキングスタジオ
- アミューズメント
  - SOYU Forest Hunter
- 託児所
  - 都市型保育園ポポラー
- 歯科診療所
  - すまいる総合歯科クリニック
- 銀行（インストアブランチ）
  - 伊予銀行エミフルMASAKI支店
  - 愛媛信用金庫エミフルMASAKI支店「愛リーコラボ」

愛媛銀行も松前支店ボーチェ松前出張所を置いていたが事実上閉店した[いつ?]（親店舗にブランチインブランチ。ATMコーナーのみ残存）。
- 携帯ショップ
  - NTTドコモ
  - ソフトバンクモバイル
  - au
- ストア
  - ポケモンストア
- その他
  - エミフルMASAKI郵便局（郵便局）
  - ボルボギャラリー松山（2021年まで来住町で営業していた「ボルボ・カーズ松山」の後継店舗。「ボルボ・カー高松」を運営する「双日オートグループジャパン」が販売業務のみ実施[注 2]）

## 別棟専門店
2010年2月現在では敷地内の第一期工事は完了しており、その後は2009年8月にダイキとニトリが同敷地内にそれぞれオープンしている。第二期工事で予定されていたシネマコンプレックスは、「シネマサンシャインエミフルMASAKI」として2010年2月27日にオープンしたが、当初計画にあった温浴施設に関してはディベロッパーの関係で建設時期は未定である。
- 主なテナント
  - カーディーラー
    - 愛媛ダイハツ松前店（同社・松山市(三津)にあった店舗の移転）
    - フォードフジ マツダオートザムフジエミフルMASAKI（同社空港通店の移転）

  - 雑貨・日用品・電器製品等
    - エディオン
    - アカチャンホンポ
    - レデイ薬局
    - DCMダイキ EX松前（DCMホールディングス）
    - ニトリ

### シネマサンシャイン
シネマサンシャインエミフルMASAKIはエミアミューズの2階に位置する映画館（シネマコンプレックス）。
2015年7月4日に四国初導入の体感型上映システム・4DXシアターがオープンした。
2024年7月12日には、四国地方初のScreenXが導入された。
| スクリーン  | 定員（座席数） | 車椅子席 | 音響方式    | その他      |
| ----------- | -------------- | -------- | ----------- | ----------- |
| 1           | 119            | 2        | デジタル6ch |             |
| 2           | 200            | 2        | デジタル6ch |             |
| 3           | 153            | 2        | デジタル6ch |             |
| 4           | 153            | 2        | デジタル6ch | 3D対応      |
| 5           | 153            | 2        | デジタル6ch |             |
| 6           | 119            | 2        | デジタル6ch |             |
| 7           | 338            | 2        | デジタル6ch | ScreenX対応 |
| 4DXシアター | 128            | 2        | デジタル6ch | 4DX対応     |
| 9           | 119            | 2        | デジタル6ch |             |

## 交通アクセス
- 伊予鉄道郡中線古泉駅下車すぐ
- 宇和島自動車エミフルMASAKI停留所下車すぐ

### 渋滞問題
隣接する幹線道路である国道56号宇和島方面行き車線からの右折信号待ちの車による渋滞緩和策として、他に国道から敷地内への高架橋が作られているが、実効性に乏しく、日中はほぼ年間を通じて渋滞しているのが現状である。フジ側はあくまで隣接する伊予鉄道郡中線古泉駅や宇和島自動車（宇和島バス）エミフル松前停留場などの公共交通機関の利用を呼びかけている。鉄道を利用した場合、松山市駅から伊予鉄道郡中線を利用して約15分で到着することができる。利用促進策として、土日、祝日限定で3千円以上の買い物をすると、古泉駅発の伊予鉄道郡中線のみで利用できる無料乗車券を配布するサービスを行っている。

## 近隣施設
- 松前町役場
- 松前公園
- 松前町総合福祉センター

### 近隣のショッピングセンター
- フジグラン松山
- フジグラン重信
- イオンスタイル松山

## 愛媛FCスタジアム案
2009年、フジ社長の発言を受けて、松前町長がエミフル松前に隣接する松前公園への「スタジアム建設を以前から依頼されている、J1に上がるのとどちらが早いか競争ですね」といった趣旨の発言をしているが、2010年現在、愛媛県は国体予算を使って総合公園陸上競技場をJ1規格へと改修する予定であり、松前公園に建設するといった計画は存在しない。